# Момино (Тирговиштська область)
Мо́мино (болг. Момино) — село в Тирговиштській області Болгарії. Входить до складу общини Тирговиште.

## Населення
За даними перепису населення 2011 року у селі проживали 214 осіб.
Національний склад населення села:
| Національність   | Кількість осіб | Відсоток |
| ---------------- | -------------- | -------- |
| турки            | 156            | 73,2%    |
| болгари          | 55             | 25,8%    |
| не визначились   | 0              | 0%       |
| Всього відповіли | 213            |          |

Розподіл населення за віком у 2011 році:
Динаміка населення: